# Ерл Філліпс
Ерл В. Фі́лліпс (англ. Earl W. Phillips), справжнє ім'я Во́ррен Фі́лліпс (англ. Warren Phillips; 25 квітня 1920, Гарлем, Нью-Йорк — 20 листопада 1990, Чикаго, Іллінойс) — американський блюзовий ударник і співак. Працював з Джиммі Рідом і Хауліном Вульфом.

## Біографія
Воррен Філліпс народився 25 квітня 1920 року у Гарлемській лікарні в Нью-Йорку. Зазнав впливу Чіка Вебба, коли навчався у школі в Нашвіллі, Теннессі.
У 1940 році приїхав до Чикаго на поїзді. Спочатку починав як джазовий ударник у жанрі свінг, однак потім став одним із найважливіших блюзових ударників післявоєнного Чикаго, ймовірно другим після Фреда Белоу. Записувався з Далласом Бартлі на Combo (1945), з Роєм Елдриджом на Decca (1946) і Едді Пенігаром на RCA Victor (1947). Філліпс працював з саксофоністом Дж. Т. Брауном і Доктором Джо-Джо Адамсом на Chance (1952), з Луї Маєрсом (1954), з Кул Брізом і Літтлом Волтером. Філліпс працював з Хауліном Вульфом (1954–1958, «Who Will Be Next», «Smoke Stack Lightning», «I Asked for Water»), потім був замінений С. П. Лірі.
Як соліст записувася на лейблі Vee-Jay (1955; «Opp-De-Oop»/«Nothing But Love»). Був штатним ударником на лейблі Vee-Jay і записувася з Джиммі Рідом (1956–1961; «Big Boss Man»), Біллі Бой Арнольдом, Джоном Лі Гукером, Снукі Прайором і Едді Тейлором. Філліпс не на довгий час знову приєднався до Вульфа, і залишив його у 1963 році, коли став грати з Сонні Бой Вільямсоном. Також записувася з Джей-Ел Смітом. У 1975 році залишив музику.
Помер 20 листопада 1990 року у віці 69 років у Чикаго.

## Дискографія
- «Opp-De-Oop»/«Nothing But Love» (Vee-Jay, 1955)